# Coelorhyncidia
Coelorhyncidia is een geslacht van vlinders uit de familie van de grasmotten (Crambidae), uit de onderfamilie van de Spilomelinae. De wetenschappelijke naam van dit geslacht is voor het eerst voorgesteld door George Francis Hampson in een publicatie uit 1896.

## Soorten
- C. cuprescens Hampson, 1917
- C. elathealis (Walker, 1859)
- C. flammealis Hampson, 1917
- C. nitidalis Hampson, 1907
- C. ovulalis Hampson, 1896
- C. trifidalis Hampson, 1897